# Joseph Estrada
Joseph "Erap" Estrada (rođ. Jose Marcelo Ejercito  19. travnja 1937.) bio je 13. filipinski predsjednik od 1998. do 2001. godine i 22. gradonačelnik Manile od 2013. godine. Estrada je do sada jedini predsjednik Filipina koji je smijenjen prije isteka mandata.
Estrada je bio prvo poznat kao glumac. Imao je glavnu ulogu u preko 100 filmova u 33 godine glumačke karijere. Koristio je svoju glumačku popularnost da bi uspio i na političkom planu, prvo kao gradonačelnik San Juana 17 godina, a kasnije i kao senator jedan mandat, zatim zamjenik predsjednika u vladi Fidela Ramosa.
Estrada je izabran za predsjednika 1998. godine sa širokom mariginalom, a zakletvu je podnio 30. lipnja 1998. godine. Objavio je totalni rat Islamsko oslobodilačkoj fronti Moro 2000. godine i osvojio je njihovo glavno sjedište i ostale centre.
U međuvremenu bio je optužen za korupciju što je dovelo do državnog procesa u senatu, koji je 2001. godine skinuo Estradu s mjesta predsjednika.
Osuđen je 2007. godine od strane specijalnog suda, ali bio pomilovan od predsjednice Glorie Macapagal-Arroyo koja ga je naslijedila na toj funkciji.
Učestvovao je i na izborima za predsjednika 2010. godine i dobio je oko 20% glasova.

## Vanjske poveznice
- Joseph "Erap" Estradaina službena stranica
- Ured predsjednika
- Joseph Estradas Curriculum Vitae  Arhivirana inačica izvorne stranice od 9. veljače 2015. (Wayback Machine)
- Malacañang Muzej - službeni životopis